# Valeriana paucijuga
Valeriana paucijuga är en kaprifolväxtart som beskrevs av Georgji Prokopievič Sumnevicz. Valeriana paucijuga ingår i släktet vänderötter, och familjen kaprifolväxter. Inga underarter finns listade i Catalogue of Life.